# Kidnappés (film, 2010)
Pour plus de détails, voir Fiche technique et Distribution.
Kidnappés (Secuestrados) est un film d'horreur espagnol réalisé par Miguel Ángel Vivas, sorti en 2010.

## Synopsis
Une famille, un couple et leur fille, emménage dans leur nouvelle résidence. Un soir, trois hommes cagoulés pénètrent chez eux et les séquestrent. La nuit dégénère rapidement...

## Fiche technique
- Titre original : Secuestrados
- Titre français : Kidnappés
- Réalisation : Miguel Ángel Vivas
- Scénario : Javier García et Miguel Ángel Vivas
- Photographie : Pedro J. Márquez
- Montage : José Manuel Jiménez
- Musique : Sergio Moure
- Production : Vérane Frédiani, Emma Lustres Gómez, Franck Ribière et Borja Pena
- Société de distribution : La Fabrique
- Pays d’origine :  Espagne
- Langue originale : Espagnol
- Format : couleur
- Genre : horreur
- Durée : 82 minutes
- Dates de sortie : 
  -  Espagne : 10 octobre 2010 (Festival international du film de Catalogne)
  -  France : 30 novembre 2011

- classification : interdit aux moins de 16 ans en France

## Distribution
- Fernando Cayo : Jaime
- Manuela Vellés : Isabel
- Ana Wagener : Marta
- Guillermo Barrientos : Le jeune ravisseur
- Martijn Kuiper : Le ravisseur costaud
- Dritan Biba : Le chef des ravisseurs
- Xoel Yáñez : César
- Luis Iglesia : Javier